# Szabó József Elemér
Eőri Szabó József Elemér (Miskolc, 1857. június 10. – New York, 1929. május 26.) magyar színész, énekes.

## Életútja
A kolozsvári Nemzeti Színháznál kezdte művészi pályáját 1877-ben, majd fellépett Temesváron, Gyulán, Szabadkán, Szolnokon és Kecskeméten. Később a Magyar Királyi Operaházhoz került. Csengő tenorhangja volt, amely előkelő pozíciót biztosított számára a magyar színházi világban. De nyugtalan természete nem bírta soká sehol és még 1896-ban kiment Moszkvába, ahol a Paradise Theatre-nek kényeztetett kedvence lett. 1904-ben feleségével és két fiával együtt kivándorolt New Yorkba, ahol a staggione-társulatok egyik legkeresettebb tenoristája lett. Felesége elhunytával azonban mintha szerencsecsillaga letűnt volna. Színháznál már nem igen kapott szerződést és kénytelen volt a Little Hungary nevű magyar vendéglőben énekelni, melynek közönségét bánatos magyar nótáival nem egyszer megríkatta. Hosszú időn át volt vonzóereje ennek a New York-i magyar kocsmának, míg egyszerre csak hangjának régi csengése elveszett. Megtakarított pénze nem volt, kiadta mindazt, amit keresett. Így hát, hogy valahogy megéljen mégis, szivarral, cigarettával ügynökösködött annak a közönségnek, amelyet éveken át énekével szórakoztatott. Felesége Dobay Lidi volt, aki halála után nem lépett fel többször.

## Működési adatai
1877: Kolozsvár, Népszínház, Arad; 1878–80: Jakab Lajos; 1880: Szabadka; 1881: Szolnok, Kecskemét; 1882: Balassa Károly; 1885: Hevessy Lajos